# Bowls op de Gemenebestspelen 2010
Bowls is een van de sporten die beoefend werden tijdens de Gemenebestspelen 2010 in Delhi. Het bowlstoernooi vond plaats van 4 tot en met 13 oktober in het JN Sports Complex.

## Medailles

### Medaillewinnaars
| Onderdeel      | Goud                                                 | Goud | Zilver                                  | Zilver | Brons                                    | Brons |
| -------------- | ---------------------------------------------------- | ---- | --------------------------------------- | ------ | ---------------------------------------- | ----- |
| enkelspel (m)  | Rob Weale                                            | WAL  | Leif Selby                              | AUS    | Gary Kelly                               | NIR   |
| dubbelspel (m) | Shaun Addinall Gerald Baker                          | RSA  | Stuart Airey Merv King                  | ENG    | Khairul Abd Kadir Fairul Izwan Abd Muin  | MAS   |
| trio's (m)     | Johan Pierre de Plessis Wayne Perry Gideon Vermeulen | RSA  | Mark Casey Wayne Turley Brett Wilkie    | AUS    | Mark Bantock Rob Newman Graham Shadwell  | ENG   |
|                |                                                      |      |                                         |        |                                          |       |
| enkelspel (v)  | Natalie Melmore                                      | ENG  | Val Smith                               | NZL    | Kelsey Cottrel                           | AUS   |
| dubbelspel (v) | Ellen Falkner Amy Monkhouse                          | ENG  | Hashimah Ismail Zuraini Khalid          | MAS    | Anwen Butten Hannah Smith                | WAL   |
| trio's (v)     | Tracy-Lee Botha Susanna Nel Susanna Steyn            | RSA  | Claire Duke Julie Keegan Sharyn Renshaw | AUS    | Sian Gordon Sandy Hazell Jamie-lea Winch | ENG   |

### Medaillespiegel
| Plaats | Land          | Goud | Zilver | Brons | Totaal |
| 1      | Zuid-Afrika   | 3    | 0      | 0     | 3      |
| 2      | Engeland      | 2    | 1      | 2     | 5      |
| 3      | Wales         | 1    | 0      | 1     | 2      |
| 4      | Australië     | 0    | 3      | 1     | 4      |
| 5      | Maleisië      | 0    | 1      | 1     | 2      |
| 6      | Nieuw-Zeeland | 0    | 1      | 0     | 1      |
| 7      | Noord-Ierland | 0    | 0      | 1     | 1      |
| Totaal | Totaal        | 6    | 6      | 6     | 18     |